# Mysl'
Mysl' (Мысль) è un film del 1916 diretto da Vladimir Rostislavovič Gardin.